# Бзури (Підляське воєводство)
Бзури (пол. Bzury) — село в Польщі, у гміні Щучин Ґраєвського повіту Підляського воєводства.
Населення — 239 осіб (2011).
У 1975-1998 роках село належало до Ломжинського воєводства.

## Демографія
Демографічна структура станом на 31 березня 2011 року:
|          | Загалом | Допрацездатний вік | Працездатний вік | Постпрацездатний вік |
| -------- | ------- | ------------------ | ---------------- | -------------------- |
| Чоловіки | 124     | 29                 | 79               | 16                   |
| Жінки    | 115     | 27                 | 59               | 29                   |
| Разом    | 239     | 56                 | 138              | 45                   |